# Heilsau

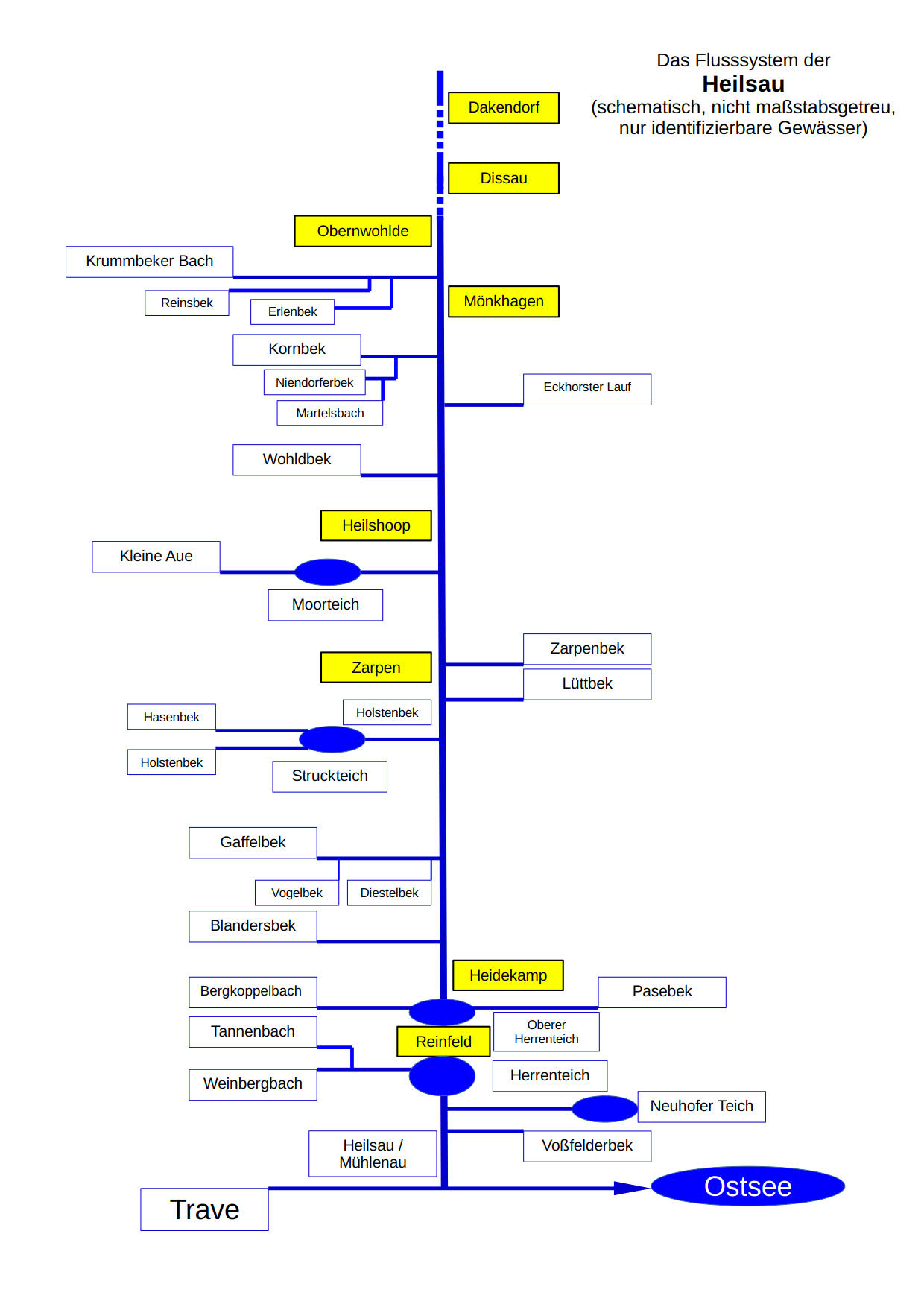
Das Flusssystem der Heilsau

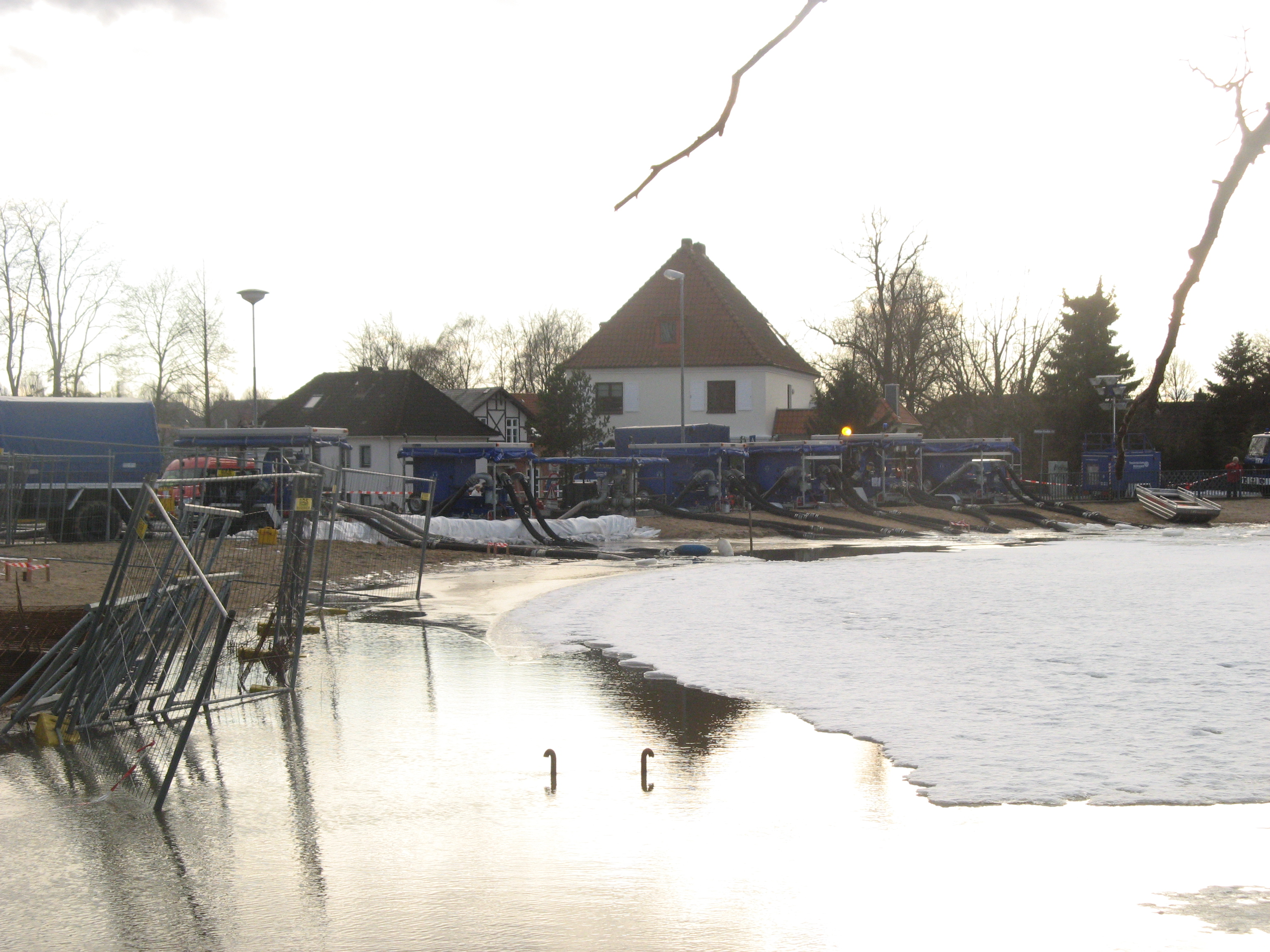
Links der Ausfluss aus dem Herrenteich (2010)

Die Heilsau ist ein Bach in Schleswig-Holstein. Bis zum 12. Jahrhundert wurde die Heilsau noch Cuserin-Bach genannt. Der heutige Name ist vom Ort Heilshoop abgeleitet.

## Verlauf
Die Heilsau entspringt südlich von Dakendorf in Dissau, Kreis Ostholstein. Im Rahmen der Flurbereinigung wurde sie 1977 verrohrt. 
Bei Mönkhagen erreicht sie den Kreis Stormarn, um südlich von Reinfeld in die Trave zu münden. Im Reinfelder Stadtgebiet ist sie seit dem Mittelalter durch Mönche des ehemaligen Klosters Reinfeld zum Herrenteich gestaut. Der Herrenteich hat eine Größe von fast 70 Hektar und liegt nicht vollständig im Stadtgebiet. Der Unterlauf, auch Mühlenau genannt, ist ein Laichgebiet der Meerforelle.

## Zuflüsse
Einziger Zufluss von Belang ist die Reinsbek. Außerdem gibt es noch kleinere Abflüsse aus Quellteichen.

## Wissenswertes
In der Gemeinde Zarpen findet alle zwei Jahre auf der Heilsau ein Entenrennen statt.